# تمييز على أساس الحجم
التمييز على أساس الحجم (في الإنجليزية: Sizeism، أو Size Discrimination)، هو نوع من أنواع التعصّب أو التمييز القائم على حجم الشخص، وهذا يشير عادةً إلى التحيّز ضد الأشخاص ذوي الأحجام الجسدية البعيدة عن المتوسط؛ شديدو الطول أو القصر، النحالة أو البدانة.
ويمكن أن يتّخذ هذا النوع من التمييز عددًا من الأشكال، وهذا يتدرج ليشمل رفض توظيف شخص ما بناءً على اعتباره طويلًا جدًا أو قصيرًا جدًا، وصولًا إلى معاملة الأشخاص النحيلين جدًا أو البدينين جدًا باحتقار.
لا يوجد أيّة قوانين محدّدة ومخصّصة لمكافحة التمييز القائم على أساس الحجم لغاية الآن، على الرغم من شيوع هذه المسألة على نحوٍ كبيرٍ، فالصور النمطيّة المرتبطة بالتحيّز القائم على أساس الحجم غالبًا ما تكون متأصّلة في مختلف المجتمعات في العصر الحديث -كافتراض أنّ الأشخاص البدينين كسالى، أو أنّ الأشخاص الطويلين جيدون في كرة السلة.
لا يتواجد «التحيز على أساس الحجم» بصفة محددة ضمن قائمة القوانين المناهضة للتمييز في الولايات المتحدة -باعتباره جريمة.
ويشير موقع إي أو سي سي (EOCC) إلى أنّ: «متطلبات الوزن والطول تميل بشكل غير متناسب إلى الحد من فرص التوظيف لبعض لمجموعات المحمية، وما لم تُبَيِّن الهيئة المُوَظِّفة صلة هذه المتطلبات بالعمل، سيتم اعتبار هذه المتطلبات أمرًا غير قانونيٍّ بموجب القانون الفيدرالي. تفرض بعض الولايات والهيئات المحلية قوانينًا تكافح التمييز على أساس الطول والوزن خصيصًا، وذلك ما لم تفرض متطلبات العمل هذه الشروط فعليًا، وعلى ذلك، يعتبر التمييز على أساس الحجم غير قانونيٍّ بموجب القانون الفيدرالي، فقط ما لم يكن ذلك من متطلبات العمل.»

## الخصائص
قد يكون التمييز على أساس الحجم متعلقًا بالطول أو الوزن أو كليهما، وغالبًا ما يكون التمييز في سياق هذه الصفات، ولكنه لا يعتبر مرادفًا لأيًّا منهما.
يميل الشخص لأن يعتبر طويل أو قصير أو نحيل أو بدين بصفة خاصّة، وذلك اعتمادًا على المكان الذي يقطن فيه المرء من العالم، وعلى الطريقة التي يعيش بها حياته، فقد طوّرت العديد من المجتمعات مفاهيمًا ومواقفًا معينة حول الحجم.
وتشمل مظاهر تباين الجسم الأخرى حجم الكتلة العضلية والهيكلية، وذلك غالبًا مع درجة من الامتثال لجنس المرء عند الولادة، ولكنها لا تؤثر بالضرورة على انحراف الجندر عن الجنس، وكقاعدة عامّة، تشير المواقف والتصرفات المتحيّزة على أساس الحجم إلى اعتقاد الشخص بأفضلية وتفوّق حجمه/ها على باقي الأحجام الأخرى، وعلى هذا الأساس يعامل الأشخاص المختلفين بشكل سلبي.
ومن الأمثلة على المواقف المتحيزة على أساس الحجم، هو فصل الشخص من عمله لكونه زائد الوزن، على الرغم من عدم تأثُّر عمله.
وغالبًا ما يأتي «التمييز على أساس الحجم» على هيئة صور نمطية متعددة حول الأشخاص ذوي الأطوال والأوزان الخاصّة.
وكذلك قد يتّخذ هذا النوع من التمييز شكلًا من الاشمئزاز الجسدي عند مواجهة الأفراد ذوي الأحجام المختلفة، كما يمكن أن يتظاهر على هيئة فوبيا محددة تجاه صفة معينة كالكاكومورفوبيا (الخوف من الأشخاص البدينين)، أو الخوف من الأشخاص الطويلين أو القصيرين، وعادةً ما يلاحظ هذا النوع من التمييز –باعتباره نوع جديد- من قبل ضحاياه.
يتماشى التحيز على أساس الحجم مع البناء الاجتماعي الذي يحدد حجم وشكل الجسد المثالي أو «الطبيعي»، وكيف يرسم ذلك شكل واقعنا وبيئتنا، ويمكن ملاحظة الطريقة التي تؤثر فيها هذه النظرة على المرافق المحلية، مثل أكشاك الهاتف، نوافير الشرب، المدرجات، تصميم عناصر غرف الحمامات (مصارف التغسيل، المراحيض، وحجيرات الحمامات)، الكراسي، الطاولات، الأبواب الدوّارة، السلالم، آلات البيع، المداخل، وغيرها الكثير، فافتراضات التصميم موجودة اعتمادًا حجم وهيئة المستخدمين (أطوالهم، أوزانهم، تناسب أطوال الذراعين والساقين، وعرض الأوراك والكتفين).
تعتبر السخرية من الجسم وخاصّةً السخرية من وزن الجسم أحد أشكال التمييز على أساس الحجم المعروفة على نطاق واسع، وهذا يتضمن السخرية من النحيلين والسخرية من البدينين.

## الشيوع
اعتمادًا على تحليل بياني تم على استبيان شمل أكثر من 3000 أمريكي، صُنِّف التمييز على أساس الوزن والطول –شكل من أشكال التمييز على أساس الحجم- كأحد أشكال التمييز الشائعة، وذلك بعد التمييز على أساس الجندر والعمر والعرق مباشرةً، وبين المشاركات الإناث، حاز التمييز على أساس الطول الوزن المرتبة الثالثة قبل التمييز على أساس العرق، حيث يُشاهَد هذا التمييز في بيئاتٍ مختلفةٍ عديدةٍ، وهذا يتضمّن التمييز من قبل أرباب العمل، التعامل في مجال الرعاية الصحية، البيئات التعليمية، وكذلك في العلاقات الشخصيّة والعائلية.
كما لوحظ في هذا الاستبيان وجود شيوع أكبر لتعرّض النساء للتمييز على أساس الحجم مقارنةً بالذكور، فنحو 10% من النساء المشاركات قالوا أنهن تعرّضن لهذا النوع من التمييز مقارنةً بنحو 5% من الذكور.
```
قال نحو 14.1% من النساء اللاتي تتراوح أعمارهن بين35 و44 سنة بأنّهنّ تعرّضن للتمييز القائم على أسال الطول والوزن، وكذلك كان النساء اللاتي تتراوح أعمارهن بين 45 و54 سنة أكثر عُرضة لهذا التمييز بنحو خمس مرات من نظرائهم بأعمار 65-74 سنة، كما وجد الاستبيان بأنّ النساء الأمريكيات ذوي الأصول الإفريقية أكثر عُرضة لهذا التمييز، حيث أقرّت نسبة 23.9% منهن بوقوع حادثة تعرّضن فيها لذلك.
```

كما لوحظ أنّ أكثر النساء المتأثرات بهذا التمييز ينتمون إلى فئة الأوزان العالية، فالنساء البدينات بشكل متوسط أو أولئك اللاتي يمتلكن مؤشر كتلة جسم ضمن المجال 30-35، يتعرّضن للتمييز أكثر بنحو ثلاث مرات من نظرائهن من الرجال ذوي الأوزان المشابهة.

## التدابير المضادة
على الرغم من وجود أبحاث قوية توثّق التمييز على أساس الوزن وآثاره السلبية على الأشخاص المتأثرين به، لا يزال التمييز على أساس الوزن قانونيًّا بموجب قانون الولايات المتحدة والقانون الفيدرالي، وذلك باستثناء ولاية ميشيغان وبعض الهيئات المحلية (سان فرانسيسكو وسانتا كروز في كاليفورنيا، واشنطن دي سي، أوربانا في إلينوي، بينغامتون في نيويورك، وماديسون في واشنطن) الذين أقروا قوانينًا تُنهي صراحةً عن التمييز على أساس الوزن.
لا يمتلك الأمريكيون أي وسيلة قابلة للتطبيق لالتماس اللجوء القانوني في مواجهة التمييز على أساس الوزن، والقوانين المدنية الأمريكية الحالية لا تحظر التمييز إلا على أساس العرق واللون والدين والجنس والأصل القومي.
حاول بعض الأفراد تقديم ادعاءاتٍ قضائيةٍ للتمييز بموجب قانون ذوي الإعاقة (ADA)، ولكن يجب على المدعين إثبات أنّ وزنهم عبارة عن إعاقة، أو يُنظَر إليه كإعاقة، وهذا لا ينطبق على الكثير من الأشخاص، وهكذا نجحت حالات قليلة جدًا بموجب هذ القانون، ومع ذلك، حدثت معظم هذه النجاحات منذ 2009 بعد أن أصدر الكونغرس تعديلًا على قانون ذوي الإعاقة ليشمل البدانة الشديدة (ولكن ليس البدانة المعتدلة، أو زيادة الوزن، أو نقص الوزن)، على سبيل المثال: نجحت لجنة تكافؤ فرص العمل الأمريكية (EEOC) في تسوية قضيتين لموظفين اثنين أُوقِفا عن العمل من قبل الهيئة المُوَظِّفَة بسبب اعتبار بدانتهم إعاقة، لتصبح بدانتهم المفرطة إعاقة مغطاة في التعديل الجديد، ولكن بغض النظر عن هذه النجاحات القليلة، يبقى التمييز على أساس الوزن يحدث دون أن تكون البدانة إعاقة أو دون أن تعتبر إعاقة، والحلول القانونية التي يمكنها معالجة مسألة التمييز على أساس الوزن بشكل مباشر باعتبارها ظلم اجتماعي مشروع لا تزال غائبة.
وإلى جانب الجهود المبذولة لاتخاذ تدابير قانونية تحارب التمييز على أساس الحجم، يوجد العديد من الجهود القائمة لمكافحة هذا النوع من التمييز من قبل مستخدمي مواقع التواصل الاجتماعي، فقد استخدم الكثير من رواد مواقع هذه المواقع –كتويتر وإنستغرام- هاشتاجات شعبية لنشر رسائلهم، ومن هذه الهاشتاجات: #sizeist، #sizeismsucks، #allbodies، #bodyposi، #bodypositive، #bodypositivity.
هذا بالإضافة إلى إعلان الكثير من المشاهير محاربتهم للسخرية من الجسد، وصناعة الموضة، ومنهم: لورين كونراد، ميليسا مكارثي، ديمي لوفاتو، سام سميث، داشا بولانكو، روب كردشيان، ليزلي جونز، كايلي جينر، كايت وينسلت، وغيرهم الكثير.
كما أصبحت مسألة التمييز على أساس الحجم من القضايا النسوية، وجزأً من الحركة النسوية، التي ضمت نشطاءً للتمييز على أساس الحجم.